# SN 2004gp
SN 2004gp – supernowa typu II odkryta 19 października 2004 roku w galaktyce A045338-6847. W momencie odkrycia miała maksymalną jasność 21,00m.